# Tantal (mitologija)
Tantal (grč. Τάνταλος, Tántalos) u grčkoj mitologiji sin je boga Zeusa i nimfe Plute. Druga inačica mita govori da je bio Tmolov ili Siplijev sin, lidijskog porijekla. Imao je troje djece - Pelopa, Niobu i Broteja, s Dionom ili Euritemistom (Ksantovom kćeri) ili Eurinasom (kćeri riječnog boga Paktola) ili Klitijom (Amdfidamantovom kćeri).

## Mitologija
Tantal je bio Zeusov sin i njegov miljenik, ohol, drzak koji je uvijek dobivao sve što je htio. Zeus ga je pozvao na gozbu na Olimp. Ondje je ukrao ambroziju koju je donio ljudima i otkrio im tajnu bogova. Naime, također je ubio svog sina Pelopa, skuhao ga i njegovo meso ponudio bogovima za jelo. Htio je iskušati hoće li bogovi primijetiti da im je servirao ljudsko meso. Bogovi su znali što je spremio, ali samo Demetra, uznemirena gubitkom svoje kćeri Perzefone, nije shvatila što je to te je kušala dječakovo rame. Zeus je potom naredio Srdama da ga ožive - skupile su njegove dijelove i skuhale ih u svetom loncu, a rame je nadomješteno onim koje je iskovao Hefest. Pelop je tako oživio, a mit govori da ga je poslije oteo Posejdon i odnio na Olimp da mu bude ljubavnik. Bogovi su potom Tantala, zbog njegove drskosti i nepoštovanja bogova, osudili na vječne muke. 
Druga inačica mita govori da su ga također kaznili zbog krađe Hefestova psa (ili je pak nagovorio svoga prijatelja Pandareja da to učini).

### Tantalove muke
Tantalova je kazna postala i metafora ("Tantalove muke") za uzaludno i neispunjivo iskušenje. Bio je do vrata u hladnoj vodi, a iznad glave bile su mu grane s prekrasnim voćnim plodovima. Kad god bi poželio ubrati plod, grane bi se izmakle. Kad god bi poželio popiti hladne vode, voda bi se povukla. Iznad njegove glave bio je prijeteći kamen, poput Damoklova mača.

## Vanjske poveznice
- Tantal u grčkoj mitologiji (engl.)